# Estadi de Saitama 2002
L'Estadi de Saitama 2002 (en japonés: 埼玉スタジアム2002 Saitama Sutajiamu Ni-maru-maru-ni) és un estadi de futbol, ubicat a Midori-ku, Prefectura de Saitama, al Japó. També és conegut com a "Saitama Stadium" o simplement com Saisuta.
És un dels estadis on es va disputar la Copa del Món de futbol 2002, jugant-se un total de tres partits, dos de la primera fase i una semifinal. També ha estat seu dels Jocs Olímpics del 2020. És la seu del club Urawa Red Diamonds, essent l'estadi específicament destinat al futbol, més gran del Japó.